# 毛抜 (歌舞伎)

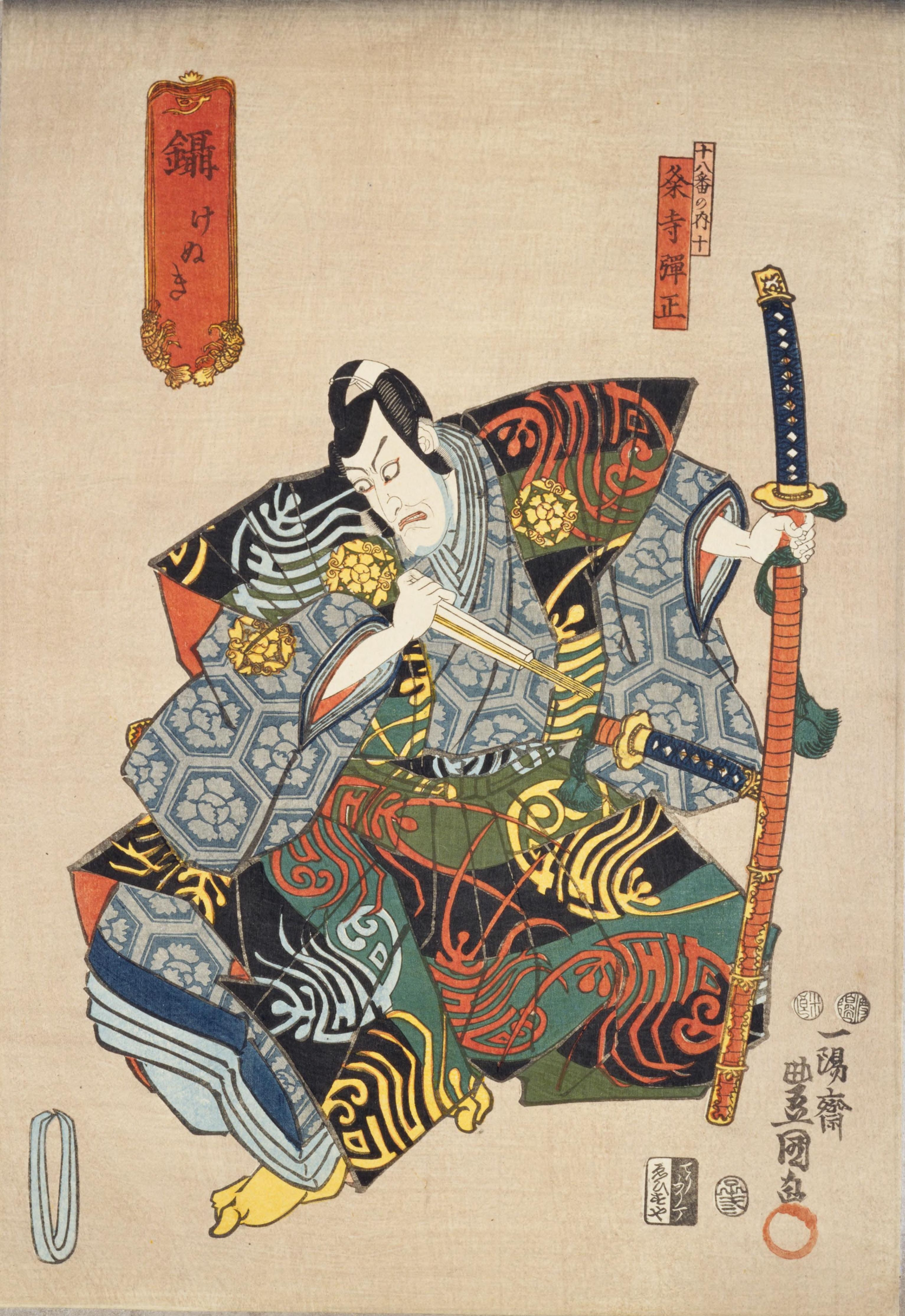
五代目市川海老蔵の粂寺弾正 （三代目歌川豊国画）

『毛抜』（けぬき）とは、歌舞伎十八番のひとつ。

## あらすじ
公家小野春道の息女である錦の前は、同じく公家の文屋豊秀に輿入れすることになっていたが、その錦の前に降りかかった災難とは「髪の毛が逆立つ」という奇病であり、これにより婚儀が滞っていた。文屋豊秀の家臣である粂寺弾正（くめでらだんじょう）は主の命により錦の前の様子を見に春道の館に来る。そして髪の逆立つ様子を見て驚くが、のちに髭を抜こうとして毛抜きを使っていると、その毛抜きがなんとひとりでに立って動くではないか。不審な動きをする毛抜きを拠り所に、弾正は髪の毛が逆立つというからくりを見破る。それは天井裏に仕掛けられた大きな磁石と、姫君の髪飾りを鉄で作って奇病を作り出し婚儀を妨げ、お家乗っ取りを企む小野家の家臣のしわざだった。粂寺弾正はその家臣を討ち、悠々と引き上げる。

## 解説
「毛抜き」という日用の道具が外題となり、しかもそれが磁石とともに話の進行に大きく関わるという奇抜な趣向の芝居である。また内容はお家騒動物であり、主人公の粂寺弾正も荒事というよりは、小野家の腰元や若衆に戯れかかるさまを見せたかと思えば、それとは裏腹に毛抜きの謎を解く推理の冴えも見せるなど、単純とはいえない性格の人物となっている。毛抜きがひとりでに動き出す場面での弾正の見得も見どころのひとつである。初演は寛保2年（1742年）、大坂佐渡嶋長五郎座において『雷神不動北山桜』（なるかみふどうきたやまざくら）の三幕目として上演されたもので、この時の粂寺弾正は二代目市川海老蔵（二代目市川團十郎）であった。その後四代目團十郎や五代目團十郎もこの芝居を演じている。
『毛抜』は天保3年（1832年）に歌舞伎十八番の中に入れられた。しかし五代目市川海老蔵（七代目團十郎）が嘉永3年（1850年）に演じたのを最後に上演されることがなくなり、演目としての伝承は絶えてしまった。近代になって古劇の復活を志していた二代目市川左團次は、岡鬼太郎の勧めによりこの『毛抜』の復活に取り組み、明治42年（1909年）9月の明治座で復活上演したが、これは伝存していた『雷神不動北山桜』の脚本に岡鬼太郎が手を入れ、型なども絶えていたのを左團次が全て一から作り上げたものであった。
ちなみに『雷神不動北山桜』の四幕目は『鳴神』、五幕目は『不動』で、ともに歌舞伎十八番のひとつであるが、左團次は『毛抜』復活上演の翌年に『鳴神』を復活上演している。これ以降、他の役者も左團次の作った型を基本として『毛抜』や『鳴神』を演じるようになり、現在に至っている。
なお市川宗家の役者が粂寺弾正を演じる時は、「亀甲文様」の着付に「寿の字海老」の裃（五代目海老蔵の錦絵を参照）を使用し、他の家の役者が演じる時は、二代目左團次が復活した時の白の着付に碁盤模様の裃を使用する 。